# Дятленко, Валерий Владимирович
Валерий Владимирович Дятленко (род. 17 июня 1947, Успенка, Сталинградская область) — российский политический деятель. Депутат Государственной Думы четвёртого созыва (2003—2007).

## Биография
7 декабря 2003 года был избран депутатом Государственной Думы ФС РФ четвёртого созыва по Волгодонскому одномандатному избирательному округу № 143 (Ростовская область). В Госдуме вошёл в состав фракции «Единая Россия».